# Colori sociali
I colori sociali sono le tonalità e tinte cromatiche atte a identificare, in ambito sportivo, un sodalizio.

## Storia e diffusione

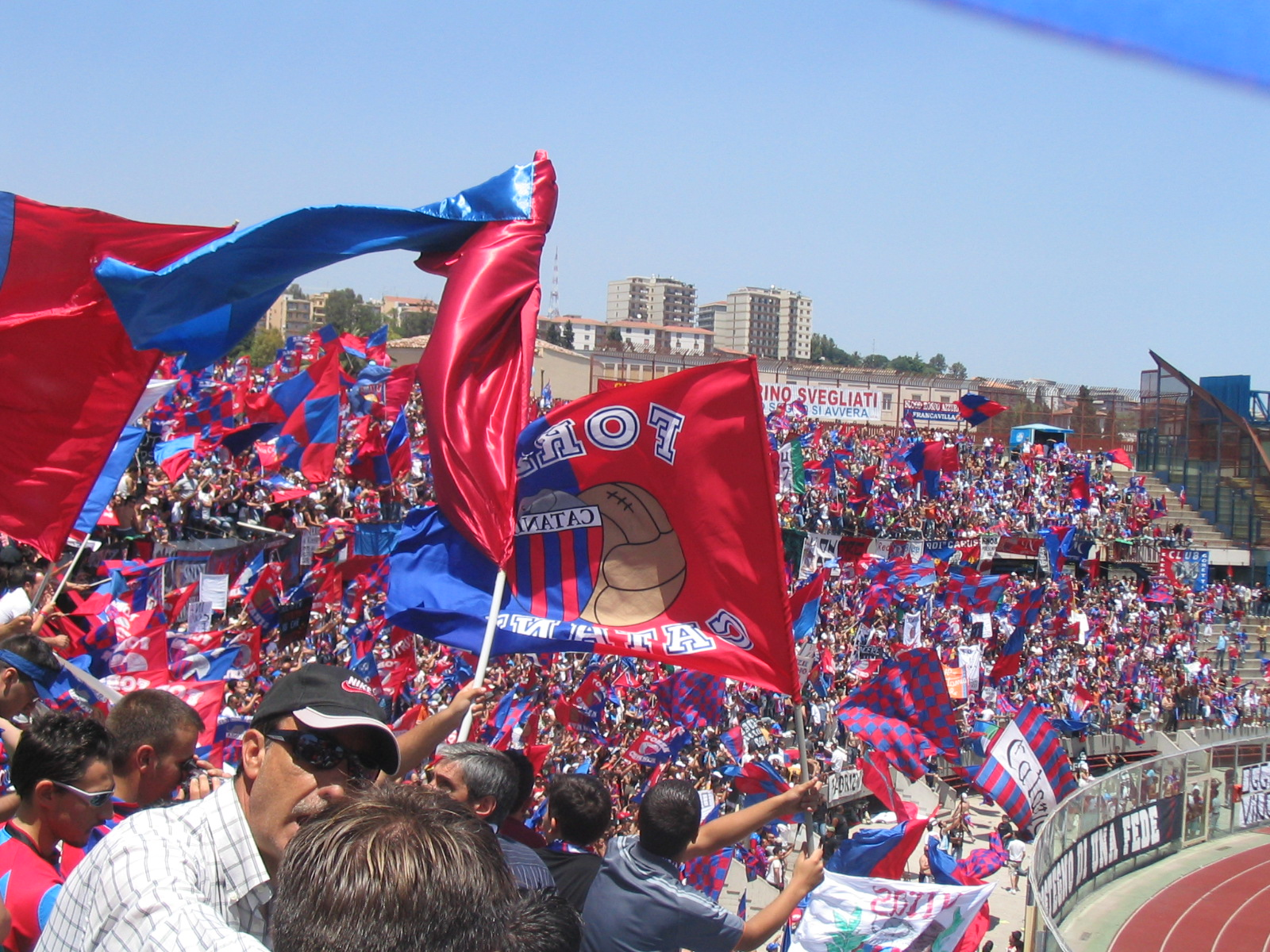
I colori sociali della squadra calcistica del, rosso e azzurro, esposti allo stadio dai sostenitori.

Adottati per ragioni storiche oppure volontà della compagine stessa, i colori — talvolta riprodotti dai tifosi sul proprio corpo con opere di body painting — contribuiscono a formare con altri elementi (per esempio animali o simboli) il logo e stemma societario.
Per quanto attiene alle rappresentative nazionali, è frequente l'ispirazione ai colori della bandiera: note eccezioni in tal senso riguardano, tra le altre, l'azzurro e l'arancione esibito rispettivamente dalle selezioni italiane e olandesi.